# Kulturzentrum Merlin
Das Kulturzentrum Merlin ist ein Kulturzentrum in Stuttgart, in dem in jedem Jahr über 550 Veranstaltungen mit rund 25.000 Besuchern stattfinden. Dazu gehört ein Café mit kleiner Karte, Spielecke für Kinder und Terrasse vor dem Haus. Träger ist ein 1983 gegründeter soziokultureller Verein.

## Programm
Das Kulturzentrum Merlin bietet Kulturprogramm in den Sparten Musik, Kabarett, Theater, Performance, Literatur, Kurzfilm und Kindertheater. Seit Jahren kooperiert es mit unterschiedlichen Kultureinrichtungen und Künstlerinitiativen. Es gibt regelmäßige Reihen zu genreübergreifenden Kulturprojekten, zur Stadtteilkultur und zur regionalen Musikszene, sowie Blues-Konzerte mit internationalen Künstlern.
Verschiedene Festivals und Kooperationen stellen die Hauptbestandteile der Kulturarbeit dar. Dazu gehören das Stuttgarter Kabarettfestival, das Sommermusikfestival Klinke, das Festival Pop Freaks und die Stuttgarter Jazztage.
Auftritte im Merlin hatten u. a.:
Georg Schramm, Helge Schneider, Pigor & Eichhorn, Volker Pispers, Wenzel, Wolfgang Niedecken, Johanna Zeul
Das Festival Pop Freaks spürt neue Trends im deutschen Pop auf und lädt Bands und Musiker ein, die erst seit kurzem in der Musikszene Deutschlands eine herausragende Rolle spielen oder kurz davor sind. Bisher waren dies u. a.  Bonaparte, Gisbert zu Knyphausen, Niels Frevert, Ja, Panik, Super 700, 1000 Robota.
Das Sommermusikfestival Klinke gibt es seit 1990. In den Sommerferien spielen im kompletten August an vier Tagen pro Woche Nachwuchsbands und -Künstler verschiedener Stilrichtungen bei freiem Eintritt. Bei den Auftretenden handelt es sich meist um lokale, bzw. regionale Künstler oder welche, die einen Bezug zu Stuttgart haben. Diese Veranstaltungsreihe wurde 2015 vom Music Award Region Stuttgart (MARS) des Popbüros der Region Stuttgart zur „besten Veranstaltung“ nominiert.
Das Merlin ist eine der Bühnen, die sich 2007 zur „Erzeugergemeinschaft Stuttgarter Kabarett“ zusammengeschlossen haben. Von der Erzeugergemeinschaft wird jährlich das Stuttgarter Kabarettfestival veranstaltet.
Von 2002 bis 2014 veranstaltete das Merlin in Kooperation mit dem Renitenztheater das Stuttgarter ChanSongFest, diese Zusammenarbeit wurde im Jahr 2015 beendet.
Regelmäßig finden Blueskonzerte mit vorwiegend US-amerikanischen Künstlern statt. Das Stilspektrum umfasst akustischen Country Blues (z. B. Alvin Youngblood Hart), traditionellen Chicago Blues (z. B. Duke Robillard, Eddie C. Campbell) und Bluesrock (z. B. Omar & The Howlers).

## Soziokultur
Dem eigenen Selbstverständnis als soziokulturelles Zentrum zufolge arbeitet das Merlin „mit Initiativen und Engagierten zusammen, stellt Raum, Zeit, Know-how und Logistik zur Verfügung, beherbergt Arbeitsgruppen und Initiativkreise, stellt Kontakte her, unterstützt, berät und vermittelt zwischen Institutionen, Initiativen, Politik, Verwaltung und freier Szene. So beteiligt sich Soziokultur an der Diskussion um die Lebensbedingungen in der Stadt und ist gleichzeitig eine der Lebensbedingungen der Stadtbewohner.“

## Verein
Träger des Kulturzentrums Merlin ist der Verein Kulturverein Merlin e.V. mit etwa 50 Mitgliedern. Finanzielle Unterstützung findet auch durch Förderer statt. Seit 1998 steht dem Vorstand und dem Team des Merlin ein Beirat beratend und unterstützend zur Seite.
Das Kulturzentrum Merlin wird von Annette Loers und Arne Hübner geleitet, das Merlin hat 8 Festangestellten, 10 Aushilfen und etwa 40 ehrenamtlichen Kräfte.
Das Kulturzentrum Merlin ist Mitglied im Verbund der soziokulturellen Zentren Baden-Württembergs (LAKS). Die Landeshauptstadt Stuttgart und das Land Baden-Württemberg fördern das Kulturzentrum Merlin.